# Alternative libertaire

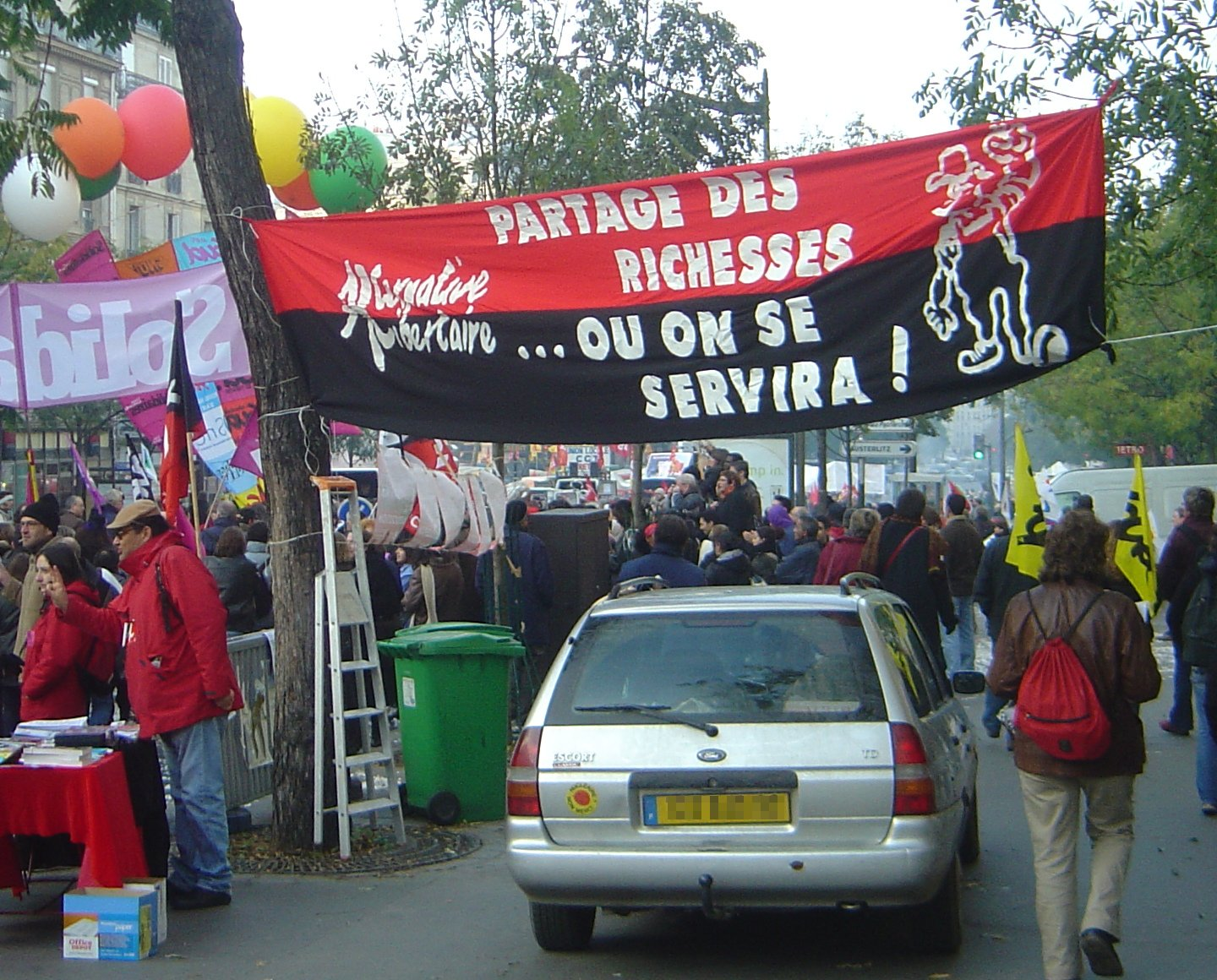
Aktivisté AL protestující proti privatizacím (2005)

Alternative libertaire (AL) je francouzská anarchistická organizace, která vznikla v roce 1991. Prosazuje hodnoty libertinského komunismu a revolučního syndikalismu. Funguje na bázi federalismu a její aktivisté jsou většinou členy odborových svazů (SUD, CGT, CNT aj.). Vydává měsíčník, který nese stejné jméno jako organizace.
AL spolupracuje s dalšími organizacemi antikapitalistické orientace ve Francii i mezinárodně, je aktivní během stávek a snaží se podporovat a ovlivňovat studentské hnutí.